# Medizinische Fakultät der UANL
Die Medizinische Fakultät der Universidad Autónoma de Nuevo León (UANL) ist eine öffentliche Einrichtung auf dem UANL Health Sciences Campus in Monterrey, Nuevo León, Mexiko. Sie wurde 1859 von José Eleuterio González als Medizinische Schule gegründet und 1933 zusammen mit anderen Bildungseinrichtungen der neu eingerichteten Universidad Autónoma de Nuevo León angegliedert.
Der klinische Teil der Medizinischen Fakultät ist das Universitätskrankenhaus „Dr. José Eleuterio González“, ein Fachkrankenhaus mit 868 Betten. Die Fakultät und das Krankenhaus umfassen als Einheit und in ihren verschiedenen Gebäuden 62 medizinische Abteilungen und sind damit eine der größten akademischen Gesundheitseinrichtungen Mexikos.
Die Medizinische Fakultät und das Universitätskrankenhaus der UANL sind seit 1952 Pioniermodelle für Lehrkrankenhäuser in Mexiko. Die Fakultät hat 7.697 Studierende, 816 Promovierende und 406 Vollzeitprofessoren. Das Krankenhaus beschäftigt über 2000 Mitarbeitende.

## Ausbildung
Die Fakultät bietet Abschlüsse in Medizin (MCP) und Klinischer Chemie (QCB) an. Für den MCP-Abschluss gehen jährlich etwa 5000 Bewerbungen ein, von denen eine von fünf angenommen wird. Die Fakultät empfängt Studierende aus ganz Mexiko, aber auch aus anderen Ländern wie den USA, Brasilien, Venezuela und Chile.
Beide Studiengänge (MCP und QCB) sind vom Interinstitutionellen Komitee für die Evaluierung der Hochschulbildung (CIEES), dem Mexikanischen Rat für die Akkreditierung der medizinischen Ausbildung A.C. (COMAEM) und dem Nationalen Rat für die Evaluierung von Programmen in den chemischen Wissenschaften (CONAECQ) akkreditiert.
International sind die Studiengänge durch die deutsche Akkreditierungsagentur für Ingenieurwissenschaften, Informatik, Naturwissenschaften und Mathematik (ASIIN) akkreditiert. Laut der Zeitschrift Newsweek und dem Datenunternehmen Statista, in ihrer jährlichen Liste der besten Krankenhäuser nach Land und im Falle von Mexiko, ist das Universitätsklinikum Dr. José Eleuterio González UANL die Nummer 12 im Land und die Nummer 2 in Nuevo León.

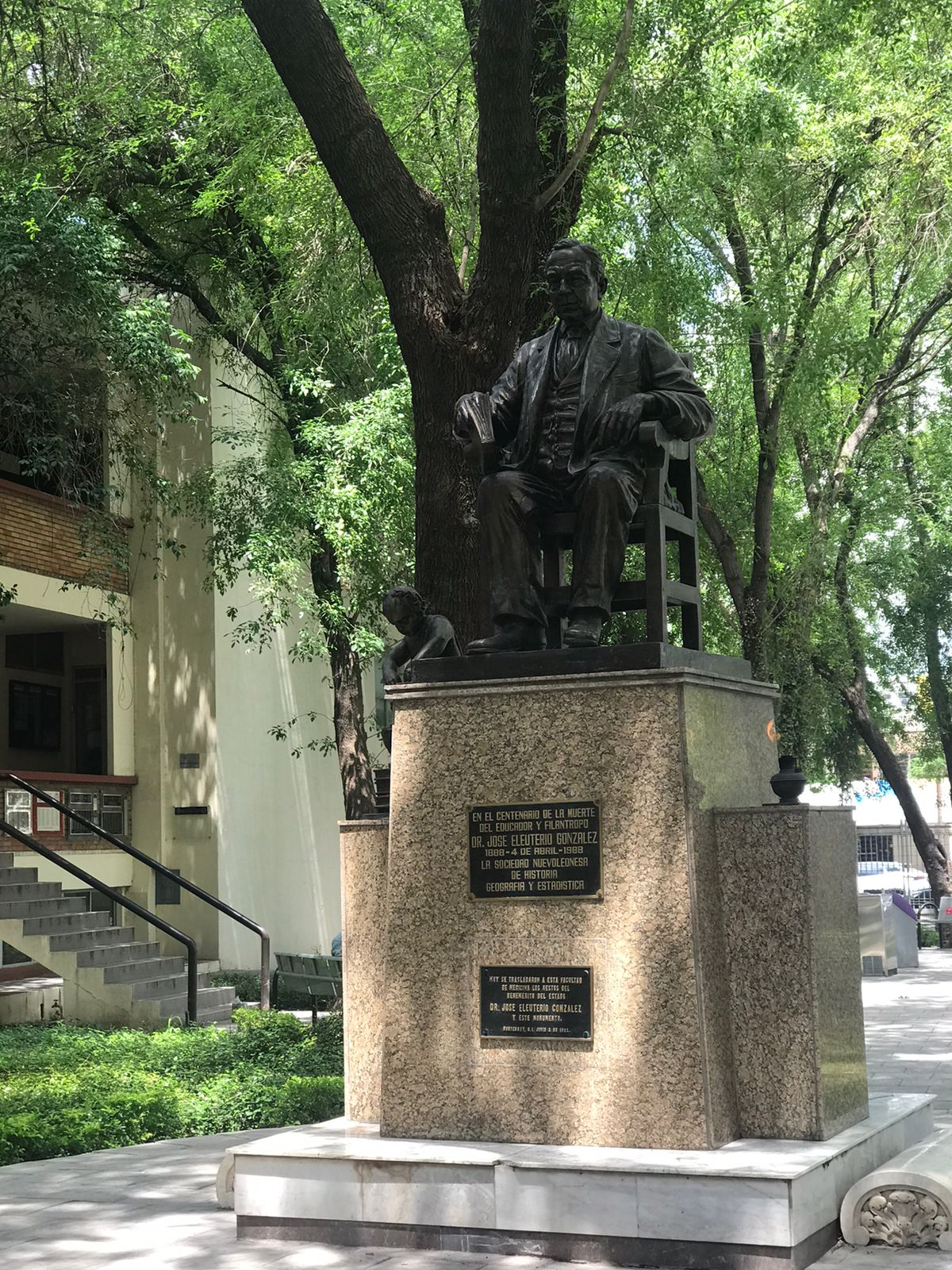
Statue von Dr. José Eleuterio González „Gonzalitos“, UANL

## Geschichte
1828 gründete der italienische Arzt Pascual Costanza den ersten medizinisch-chirurgischen Lehrstuhl in Nuevo León. Die Medizinische Fakultät wurde am 30. Oktober 1859 mit der Einweihung des Zivilkollegs unter der Leitung des Gründers  José Eleuterio González, genannt „Gonzalitos“, gegründet. Gonzalez war es auch, der 1860 das erste zivile Krankenhaus der Stadt einweihte, in dem Medizinstudierende praktizieren konnten. Die Gründung dieser öffentlichen Einrichtungen markiert den Beginn der akademischen Medizin im Bundesstaat und den Ursprung der Medizinischen Fakultät der UANL.

## Campus der Gesundheitswissenschaften
Die Medizinische Fakultät und das Universitätskrankenhaus bilden den Kern des Campus, des ersten und einzigen Universitätscampus für Medizin und Gesundheitswissenschaften im Bundesstaat Nuevo León. Das Konzept entspricht dem ursprünglichen Projekt des ehemaligen Direktors Eusebio Guajardo aus dem Jahr 1927, in Monterrey ein Institut für alle medizinischen Wissenschaften zu errichten.

## Grundstudium
Das MCP-Studium umfasst 12 Semester (6 Jahre). Ab dem 7. Semester übernehmen die Medizinstudierenden klinische Lehr- und Lernaufgaben und nach Abschluss des Studiums ein Jahr Sozialdienst. Das QCB-Programm umfasst einen 10-semestrigen (5 Jahre) Semesterplan mit 224 Credits und sechs Monaten Sozialdienst. CENEVAL betrachtet das QCB-Programm aufgrund seiner EGEL-Plus-Ergebnisse (Klinische Chemie) als nationale Referenz.

## Postgraduale akademische Programme
Das Postgraduiertenprogramm der Medizinischen Fakultät der UANL ist eines der umfangreichsten an einer Universität des Landes und bietet eine Vielzahl von Spezialisierungen, Subspezialisierungen, Master- und Promotionsstudiengängen sowie hochspezialisierte Kurse und Subspezialisierungen, die am Universitätsklinikum angeboten werden. Es gibt 22 spezialisierte klinische Programme, 29 subspezialisierte Programme werden für Fachärzte angeboten. Darüber hinaus gibt es 21 hochspezialisierte klinische Programme. Für Absolventen der Medizin und der Biowissenschaften sind MSc- und PhD-Programme im Angebot.

## Forschung
Die Fakultät beschäftigt 297 Forschende, die dem Nationalen Forschungssystem (SNI) angehören. Im Jahr 2024 wurden 836 Forschungsstudien durchgeführt. Davon waren 235 mit der pharmazeutischen Industrie verbunden, 284 Grundlagenforschung, 162 postgraduale Forschungsstudien mit einer Spezialisierung und 155 Subspezialisierungen, Master- und Promotionsstudien. Alle zwei Jahre organisiert die Fakultät den Nationalen Kongress für Forschung und Innovation in der Medizin. Dieser besteht aus Grundsatzreferaten, Symposien, Workshops und Kursen.

## ZeitschriftMedicina Universitaria
An der Fakultät wird die Zeitschrift Medicina Universitaria (Universitätsmedizin) herausgegeben, für die nationale und internationale Manuskripte in englischer Sprache angenommen werden. Im Januar 1970 erschien ihre erste Ausgabe. Herausgeber war Álvaro Gómez-Leal.

## Dr. Ángel-Óscar-Ulloa-Gregori-Museum
Der Museumssaal befindet sich im Bibliotheksgebäude. In diesem Raum wird die medizinische Geschichte der Region und der Fakultät aufbewahrt. Er organisiert Öffentlichkeitsarbeit sowie Lehr- und Forschungsaktivitäten im Bereich der Medizingeschichte.